# UMAD1
UMAD1 (англ. UBAP1-MVB12-associated (UMA) domain containing 1) – білок, який кодується однойменним геном, розташованим у людей на 7-й хромосомі. Довжина поліпептидного ланцюга білка становить 102 амінокислот, а молекулярна маса — 11 180.
| 10         |  | 20         |  | 30         |  | 40         |  | 50         |
| ---------- |  | ---------- |  | ---------- |  | ---------- |  | ---------- |
| MTARGKTSDI |  | EANQPLETNK |  | ENSSSVTVSD |  | PEMENKAGQT |  | LENSSLMAEL |
| LSDVPFTLAP |  | HVLAVQGTIT |  | DLPDHLLSYD |  | GSENLSRFWY |  | DFTLENSVLC |
| DS         |  |            |  |            |  |            |  |            |

A: Аланін

C: Цистеїн

D: Аспарагінова кислота

E: Глутамінова кислота

F: Фенілаланін

G: Гліцин

H: Гістидин

I: Ізолейцин

K: Лізин

L: Лейцин

M: Метіонін

N: Аспарагін

P: Пролін

Q: Глутамін

R: Аргінін

S: Серин

T: Треонін

V: Валін

W: Триптофан